# Hirschberglein
Hirschberglein ist ein Gemeindeteil der Gemeinde Geroldsgrün im Landkreis Hof (Oberfranken, Bayern). Hirschberglein liegt in der Gemarkung Geroldsgrün.

## Geographie
Das Dorf liegt am Südhang einer Erhebung (679 m ü. NHN), auf der sich die Frankenwarte befindet. Eine Gemeindeverbindungsstraße führt nach Steinbach bei Geroldsgrün zur Kreisstraße HO 31 (1,5 km nordwestlich) bzw. zur Staatsstraße 2198 bei Gerlas (0,7 km südlich). Eine weitere Gemeindeverbindungsstraße führt nach Geroldsgrün zur St 2198 (1,5 km westlich).

## Geschichte
Hirschberglein bildete mit Hertwegsgrün und Thiemitz eine Realgemeinde. Gegen Ende des 18. Jahrhunderts gab es in Hirschberglein acht Anwesen (4 Gütlein, 4 halbe Gütlein). Das Hochgericht sowie die Grundherrschaft über sämtliche Anwesen hatte das bayreuthische Kasten- und Richteramt Lichtenberg.
Von 1797 bis 1808 unterstand der Ort dem Justiz- und Kammeramt Naila. Mit dem Gemeindeedikt wurde Hirschberglein dem 1812 gebildeten Steuerdistrikt Geroldsgrün und der zugleich gebildeten Ruralgemeinde Geroldsgrün zugewiesen.

### Einwohnerentwicklung
| Jahr      | 001799 | 001819 | 001861 | 001871 | 001885 | 001900 | 001925 | 001950 | 001961 | 001970 | 001987 |
| Einwohner | 52     | 61     | 100    | 112    | 106    | 64     | 95     | 113    | 104    | 114    | 104    |
| Häuser    | 8      |        |        |        | 14     | 14     | 16     | 17     | 18     |        | 28     |
| Quelle    | [ 9 ]  | [ 6 ]  | [ 10 ] | [ 11 ] | [ 12 ] | [ 13 ] | [ 14 ] | [ 15 ] | [ 16 ] | [ 17 ] | [ 1 ]  |

## Religion
Der Ort ist evangelisch-lutherisch geprägt und bis heute nach St. Jakob (Geroldsgrün) gepfarrt.